# Hosuru, Sorab
Hosuru là một làng thuộc tehsil Sorab, huyện Shimoga, bang Karnataka, Ấn Độ.